# Maurice Duplessis

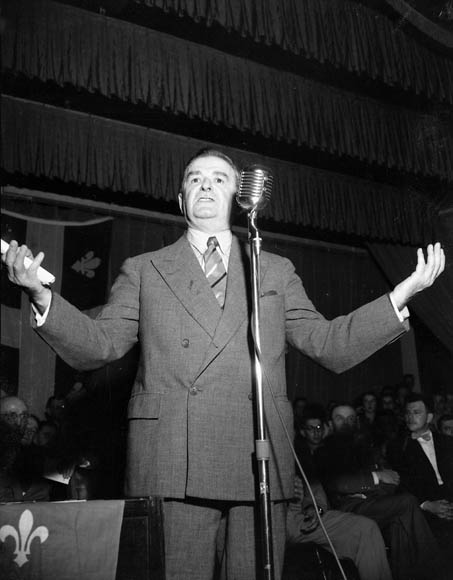
Maurice Duplessis

Maurice Duplessis (Trois-Rivières, 20 april 1890 - Schefferville, 7 september 1959), was een Canadees staatsman. Hij was 1936 tot 1939 en van 1944 tot 1959 premier van de provincie Québec.
Duplessis studeerde rechten aan de Laval Universiteit van Montréal en had sedert 1913 een advocatenpraktijk. Bij de provinciale verkiezingen van Québec in 1927, werd hij voor de Conservatieve Partij van Québec in de Wetgevende Vergadering gekozen. In 1931 werd hij herkozen. In 1932 werd hij informeel, in 1933 formeel voorzitter van de Conservatieve Partij.
In 1935 ging hij een verkiezingsalliantie aan met de Nationaal-Liberale Actiepartij, maar deze alliantie werd niet de grootste partij in de Wetgevende Vergadering. Na een schandaal waarbij een familielid van Québecs premier Louis-Alexandre Taschereau bij betrokken was, trad de laatste af en werden er in 1936 nieuwe verkiezingen uitgeschreven. Vlak voor de verkiezingen gingen Duplessis' Conservatieven een fusie aan met de Nationaal-Liberalen, waar de Nationale Unie (UN) uit voort kwam. De UN won de meerderheid van zetels in de Wetgevende Vergadering en Duplessis werd premier.
Premier Duplessis, die een reputatie had opgebouwd als conservatief op sociaal en economisch gebied, keerde zich tegen iedere Anglo-Saksische invloed in het Franstalige Québec. In zijn ogen moest het rooms-katholieke en Latijnse Québec een onafhankelijke staat worden. Ondanks zijn populariteit onder de inwoners van Québec, verloor hij de verkiezingen van 1939 en werd Joseph Adélard Godbout van de Liberale Partij van Québec de grootste partij in de Wetgevende Vergadering.
In 1944 werd Duplessis' UN opnieuw de grootste partij en werd hij voor de tweede maal premier van de provincie Québec.
Op 21 januari 1948 liet hij de Union Jack, de vlag van het Britse Rijk en op dat moment de officiële vlag van Canada, van het parlementsgebouw van Québec strijken en vervangen door de Fleurdelysé, de nieuwe vlag van Québec.
Onder het bewind van Duplessis maakte Québec een enorme economische groei door, desondanks besteedde hij weinig aandacht aan sociale voorzieningen.
Het regime van Duplessis, gesteund door de Rooms-Katholieke Kerk, werd door hemzelf gezien als de christelijke tegenhanger van een seculiere, liberale welvaartsstaat.
De meningen over Duplessis zijn divers, ook in het hedendaagse Québec. Vaak wordt gewezen op de economische prestaties die onder zijn bewind tot stand kwamen en zijn nationalisme en anti-Anglo-Saksische ideeën. Anderen wijzen op het gebrek aan sociale voorzieningen tijdens zijn bewind, en de (vermeende) corruptie, alsmede zijn autoritair optreden en zijn verzet tegen de mensenrechten. Tegenstanders hebben zijn regime omschreven als les années noires ('De zwarte jaren').
Na zijn dood op 7 september 1959, transformeerde Québec in een sterk liberale welvaartsstaat met een seculier karakter. Het nationalisme en de afkeer van wat Engels is, is echter nog grotendeels aanwezig.
- Bibliothèque nationale de France: cb11941459p (data)
- Gemeinsame Normdatei: 119375257
- International Standard Name Identifier: 0000 0000 7372 4916
- Library of Congress Control Number: n50029755
- Nationale Bibliotheek van Tsjechië: jx20050817001
- Nationale Bibliotheek van Israël: 987007260768405171
- Nederlandse Thesaurus van Auteursnamen: 070452180
- SNAC: w6002ksx
- Système universitaire de documentation: 027354555
- Virtual International Authority File: 8196371
- WorldCat: E39PBJmhRrKrT8rCJ6kbfKqJDq